# Río Limpio
Río Limpio är en ort i Dominikanska republiken.   Den ligger i provinsen Elías Piña, i den västra delen av landet, 180 km nordväst om huvudstaden Santo Domingo. Río Limpio ligger 771 meter över havet och antalet invånare är 1 376.
Terrängen runt Río Limpio är huvudsakligen kuperad, men åt sydost är den bergig. Runt Río Limpio är det ganska glesbefolkat, med 42 invånare per kvadratkilometer. Närmaste större samhälle är Restauración, 18,6 km väster om Río Limpio. Omgivningarna runt Río Limpio är en mosaik av jordbruksmark och naturlig växtlighet.